# Комбинационный принцип Ритца
Комбинацио́нный при́нцип Ри́тца — основной закон спектроскопии, установленный эмпирически Вальтером Ритцем в 1908 году. Согласно этому принципу всё многообразие спектральных линий какого-либо элемента может быть представлено через комбинации неких величин, получивших название термы. Спектроскопическое волновое число (не путать с волновым вектором k) каждой спектральной линии можно выразить через разность двух термов:
{\displaystyle {\overline {\nu }}={\frac {1}{\lambda }}=T_{n_{1}}-T_{n_{2}}};
Если зафиксировать {\displaystyle n_{1}} и перебирать все возможные значения {\displaystyle n_{2}}, то получится набор линий, именуемый спектральной серией. Из комбинационного принципа следует, что разность волновых чисел двух спектральных линий одной и той же серии атома даёт волновое число спектральной линии какой-то другой серии того же атома.
Следствие комбинационного принципа:
Разность волновых чисел двух спектральных линий одной и той же серии атома даёт волновое число спектральной линии какой-то другой серии того же атома.
Доказательство:
Рассмотрим две спектральные линии одной серии:
{\displaystyle {\overline {\nu }}_{12}=T_{n_{1}}-T_{n_{2}}}, {\displaystyle {\overline {\nu }}_{13}=T_{n_{1}}-T_{n_{3}}\,.}
Пусть {\displaystyle {\overline {\nu }}_{12}>{\overline {\nu }}_{13}}, тогда {\displaystyle n_{2}>n_{3}}. Вычитая второе равенство из первого, получаем
{\displaystyle {\overline {\nu }}_{23}={\overline {\nu }}_{12}-{\overline {\nu }}_{13}=T_{n_{3}}-T_{n_{2}}\,.}